# 黄兔尾鼠
黄兔尾鼠（学名：Lagurus luteus）为仓鼠科兔尾鼠属的动物。在中国大陆，分布于新疆（北部）等地，常见于草原、半荒漠、荒漠。该物种的模式产地在哈萨克斯坦咸海西北部。
其种加词“luteus”意为“黄色的”。